# Monete italiane moderne
Nei territori della futura Italia dal XV secolo la monetazione subisce cambiamenti legati alla maggiore disponibilità di metallo monetario, a nuove esigenze di commercio interno ed esterno, a nuovi canoni estetici e a nuove tecniche di lavorazione. Gradualmente le monete cambiano aspetto.
Si parla in questo contesto di monetazione moderna. Qui sono elencate e brevemente illustrate le monete italiane moderne.
Per le monete italiane precedenti vedi Monete italiane medioevali e per quelle successive vedi Monete italiane contemporanee.
| Indice A B C D E F G H I L M N O P Q R S T U V Z Note - Bibliografia - Altri progetti |

## A

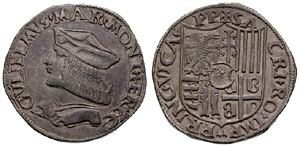
Azzalino di Guglielmo II dei Paleologi (1494-1518). Zecca di Casale

- Albero (o alberetto): nome popolare delle monete da 2, 1 e 1/2 baiocco battute dalla Repubblica Romana del 1798-99. Le monete presentavano il fascio littorio sormontato dal berretto frigio, entrambi simboli di libertà. La somiglianza con un albero diede origine al soprannome.
Anche i baiocchi emessi dalle altre zecche ebbero lo stesso soprannome. Le monete furono ritirate nel 1801.
- Albulo di San Pietro: moneta di Lucca, imbiancata in bagno d'argento emessa nel XVII secolo. Recava l'effigie del santo.
- Alicorno: moneta d'argento di Ferrara da due soldi emessa verso il 1492 da Ercole I (1471-1505). Al dritto l'aquila estense ed al rovescio un liocorno. Detta anche aquilino o, avendo lo stesso valore del soldo di Ancona, l'agontano.
- Anselmino: nome di un doppio giulio o 20 soldi di mistura, battuto dal duca di Mantova e del Monferrato Vincenzo I Gonzaga (1587-1612).[1]
Al diritto c'era lo stemma dei Gonzaga ed intorno VIN•D•G•DVX•MAN•IIII•E•MON•F•II. Al rovescio c'era Sant'Anselmo in trono di fronte con il pastorale nella mano sinistra ed intorno SANTVS ANSELMVS EP.
Fu coniata anche da Ferdinando Gonzaga (1612-26).
- Azzalino: soprannome di un testone dei Paleologo, marchesi di Monferrato, coniata alla zecca di Casale.
Lo stemma al rovescio recava quattro B che sembravano un acciarino, da cui il nome.

## B

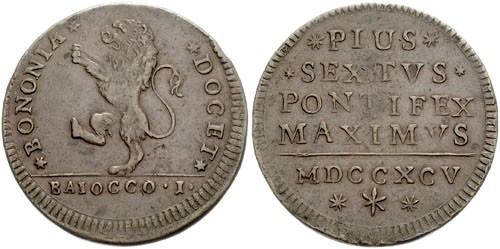
Baiocco di Bologna (1795) in numeri Romani emessa da Pio VI (1775-1799)

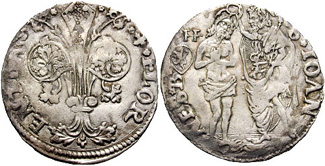
Barile di Firenze (2º semestre 1506)

- Baiocco: inizialmente il nome di un bagattino, poi a partire dal 1450 circa una moneta dello Stato pontificio che è stata emessa fino alla metà del XIX secolo. Inizialmente era d'argento e valeva 1 soldo o 1/10 di paolo.
- Barbarina: moneta d'argento che valeva 10 soldi emessa a Mantova per la prima volta dal duca Guglielmo Gonzaga (1550-1587). Al diritto recava l'immagine del duca ed al rovescio Santa Barbara, da cui il nome. Nome anche delle imitazioni di altre zecche, tra cui quella di Guastalla.
  - Barbarina del girasole: moneta mantovana del valore di sei soldi, fatta battere da Vincenzo I Gonzaga (1587-1612). Al posto del ritratto del duca recava un girasole.
- Barberina: moneta d'argento o di mistura del valore di cinque soldi fatte coniare da papa Urbano VIII Barberini a partire dal 1637 alla zecca di Avignone che allora era dominio papale. Recava lo stemma del papa con le api.
- Barbone: grosso da 12 soldi emesso a Lucca per la prima volta verso la metà del XV secolo. Fu emesso fino al XIX secolo e sotto Felice ed Elisa Baciocchi fu declassato come valore e detto perciò Barbonaccio.
- Barile (o gabellotto): nome del carlino o grossone d'argento emesso a Firenze dal valore di 12 soldi e sei denari emessa a partire dal 1505. Prende il posto del battezzone che era stato emesso verso il 1490 e che valeva 10 soldi. Il valore del barile corrispondeva all'entità del dazio da pagare per un barile di vino (circa 45,6 litri). Al diritto *+*FLOR-ENTIA* ed il giglio di Firenze mentre al rovescio *S* IOAN-NES*B* con San Giovanni che battezza il Cristo. Era anche chiamato gabellotto.
- Beato Amedeo: moneta d'argento da 9 fiorini coniato dal 1609 al 1629 per Carlo Emanuele I duca di Savoia nelle zecche di Torino e Vercelli. Al rovescio c'era l'immagine del beato Amedeo di Savoia in abito da monaco e la scritta BENEDICT HAEREDITATI TVAE. AI diritto il busto di Carlo Emanuele e intorno la scritta CAROLVS EM• D: G• DVX•SAB• ll peso è di 26,70 g . Anche la moneta della moneta da 3 fiorini emessa contemporaneamente porta al rovescio la stessa immagine.
- Berlinga: soprannome della lira milanese dei secoli XVI e XVII. L'etimo non è chiaro. Al rovescio l'immagine di Sant'Ambrogio a cavallo che era già apparsa per la prima volta nel testone emesso da Luigi XII di Francia e duca di Milano tra il 1500 ed il 1512. Inizialmente valeva 16 soldi ma nel 1552 il valore salì a 20. Il nome passò anche alla lira veneziana detta anche Trono.
- Bezzo: italianizzazione di Batzen. In Italia fu coniata a Venezia in argento per la prima volta nel 1497 con il valore di mezzo soldo, cioè sei denari. In seguito la moneta subì una diminuzione di peso (bezzetto), poi fu battuta con un modulo più grande prima diminuendo il contenuto in argento ed infine in rame prendendo il nome di bezzone.
- Bolognino: il nome del soldo di Bologna creato nel 1236 e che fu emesso anche nei secoli successivi sia a Bologna che in altre città dell'Italia centrale.

## C

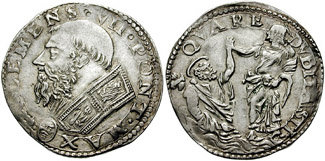
Doppio Carlino di Clemente VII (1523-1534). Conio di Benvenuto Cellini

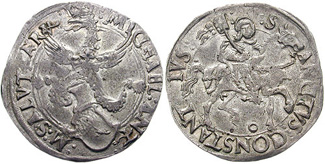
Cornuto di Michele Antonio di Saluzzo (1504-1538). Zecca di Carmagnola

- Cagliarese: moneta, dapprima in biglione, poi in rame battuta a Cagliari. I primi furono emessi da Ferdinando il Cattolico con il valore di due denari. Nel XVI secolo, con Carlo II divenne di rame. Dopo il passaggio della corona di Sardegna ai Savoia la moneta fu battuta fino al 1813.
- Carantano: Con questo nome veniva chiamata fino al 1858 nel Lombardo-Veneto la moneta da 4 pfennig, pari a 1/60 di fiorino. Con lo stesso nome era indicato, nel Medioevo, il grosso tirolino.
- Carlino: nome di monete emesse a Napoli dalla fine del XIII secolo fino al 1860. Sotto i Borboni valeva 10 grana.
Il carlino fu emesso anche nello Stato Pontificio ed in seguito prese il nome di giulio.
Monete con lo stesso nome furono emesse da altri sovrani come Carlo Emanuele I, duca di Savoia e da Carlo Emanuele III re di Sardegna. Il carlino emesso per la Sardegna da Carlo Emanuele III era d'oro.
- Cavallo: nome di diverse monete di piccolo taglio emesse da Ferdinando I per Napoli e per la Sicilia. Fu battuta nella zecca di Napoli ma anche in quelle di Aquila, Amatrice, Capua, Sulmona. In seguito furono battiti solo i multipli.
La moneta da tre cavalli fu emessa per l'ultima volta nel 1804.
- Cervia: moneta di mistura fatta coniata nel 1617 a Massa da Alberico I Cybo-Malaspina. Valeva 3 bolognini. Presentava il tipo di un cervo corrente da cui il nome. Fu battuta anche una moneta da 4 cervie in argento.
- Cornabò (in lingua piemontese corna di bue; detto anche Cornuto): nome popolare del mezzo-testone d'argento emesso in Piemonte tra la fine del XV secolo e l'inizio del XVI con il ritratto di Costantino I a cavallo. Fu coniato a Torino e Vercelli (dai Savoia), e a Casale dai marchesi di Monferrato, a Carmagnola dai marchesi di Saluzzo, a Masserano e Crevacuore dai Fieschi, a Montanaro dai Ferrero, ecc. Al rovescio recava uno scudo sormontato da un elmo con il cimiero a forma di aquila con le ali aperte. Le ali dell'aquila erano popolarmente dette corna, da cui il soprannome.
- Corona: in Italia nel XIX secolo era il nome della moneta d'oro emessa nel Lombardo-Veneto. Il nome contraddistingue anche molte altre monete, sia medioevali che moderne e contemporanee.
- Cotale: moneta d'argento coniata a Firenze nel 1503. L'anno successivo prese il nome di barile ed in seguito di gabellotto. Pesava circa 4 grammi con mm 28 di diametro. Il rapporto con il fiorino d'oro era di 1 fiorino = 10 1/3 cotali.
- Crazia: moneta di mistura di cinque quattrini emessa a partire da Cosimo I de' Medici, primo granduca di Toscana (1537 - 1574). Fu imitata dai duchi di Urbino e dai Cibo-Malaspina a Massa.
Una moneta da due crazie di mistura dal valore di 10 quattrini era ancora emessa nel Granducato di Toscana sotto Pietro Leopoldo di Lorena (1765-1790), sotto Ferdinando III di Toscana nel 1801 e Ludovico di Borbone nel 1802. Dopo questa data verrà sostituita dalla moneta da 10 quattrini.

## D

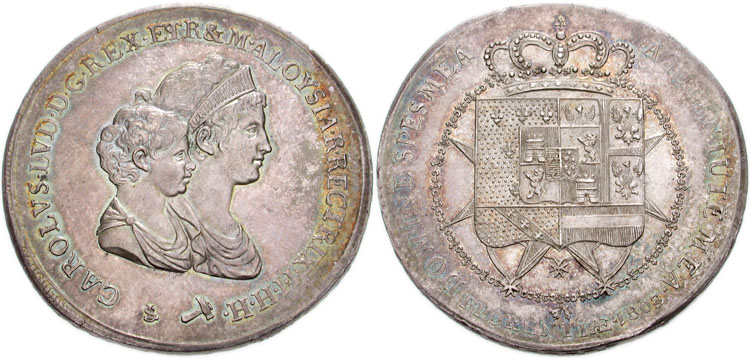
Dena (10 lire 1803) del Regno di Etruria. Carlo Ludovico, con la madre Maria Luisa di Borbone-Spagna (reggente 1803-1807)

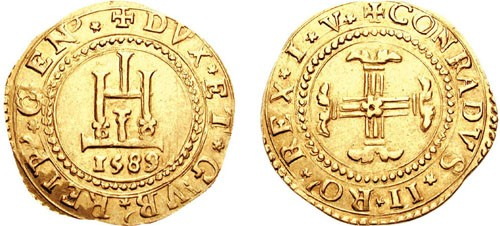
Doppia di Genova (1589)

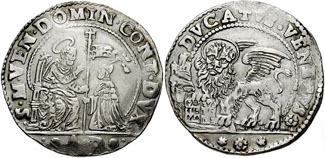
Ducato Novo o Ducatello del doge Domenico II Contarini (1659-1675)

- Dena: moneta da 10 lire toscane fatta emettere dal 1803 al 1807 da Maria Luisa di Borbone-Spagna in qualità di reggente per conto del figlio Carlo Ludovico di Borbone, secondo re d'Etruria. Al dritto i busti accollati del re e della reggente ed intorno CAROLVS LVD. D. G. REX ET M. ALOYSIA. R. REVTRIX. I. I. H. H., le sigle dell'incisore Luigi Siries (L. S. in monogramma) e il martello dello zecchiere Giovanni Fabbroni. Al rovescio lo stemma coronato ed ornato da collare su croce dell'ordine di Santo Stefano. Intorno DOMINE SPES MEA A IUVENTUTE MEA; sotto FLOR. e la data.
- Diamante: moneta d'argento di Ferrara dal valore di quattro soldi, emessa da Borso d'Este, Ercole I d'Este e dai loro successori. Al dritto il busto del duca ed al rovescio l'anello con il diamante e la scritta DEXTERA DÑI EXALTAVIT ME, che era il motto degli Estensi.
- Doppia: inizialmente (XVI secolo) era il nome del doppio-scudo d'oro o del doppio ducato, ma in seguito il nome ebbe vita propria e lo scudo fu chiamato mezza doppia. Fu battuto in moltissimi stati italiani:
  - Avignone, Bardi, Bologna, Bozzolo, Campi, Carmagnola, Casale, Castiglione delle Stiviere, Cisterna, Correggio, Cuneo, Desana, Ferrara, Mantova, Massa di Lunigiana, Messerano, Milano, Mirandola, Modena, Montanaro, Parma e Piacenza, Piombino, Pisa, Retegno, Ronco, Sardegna, Siena, Tassarolo, Vercelli, Stato Pontificio, Monaco.
- Doppietta: (o doppietta sarda) nome della doppia d'oro battuta a Torino dal 1768 al 1772 da Carlo Emanuele III per la Sardegna. Pesava 3,21 g all'891/1000 ed aveva un diametro di 22 mm. Al dritto il semibusto a sin. e la scritta CAR. EM. D. G. REX. SAR. CYP. ET IER. mentre al rovescio c'era lo scudo con i quattro mori coronato e con il collare e la scritta DVX SAB. ET. MONTISFER. PRINC PED &. Lo stesso nome ebbe anche la moneta uguale emessa dal 1773 al 1787 da Vittorio Amedeo III di Savoia.
- Ducato: nome di varie monete sia d'argento che d'oro. Tra le altre:
  - pezzo d'argento di Ruggero II di Sicilia (prima metà del XII secolo).
  - grosso (d'argento) di Venezia del XIII secolo, detto Matapan.
  - pezzo d'oro pari al fiorino di Firenze, emesso per la prima volta dal doge Giovanni Dandolo nel 1284 e che in seguito prese il nome di zecchino. L'ultimo fu battuto sotto Ludovico Manin, ultimo doge di Venezia.
  - nome di diverse monete emesse in periodi successivi.

## E
- Écu : nome francese dello scudo.

## F

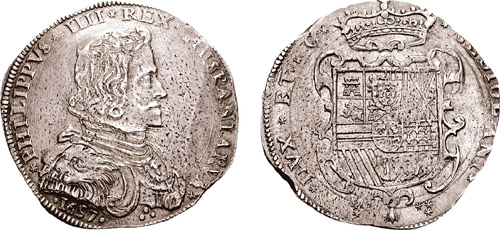
Filippo di Filippo IV

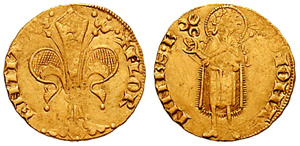
Fiorino di Firenze (1332-1348)

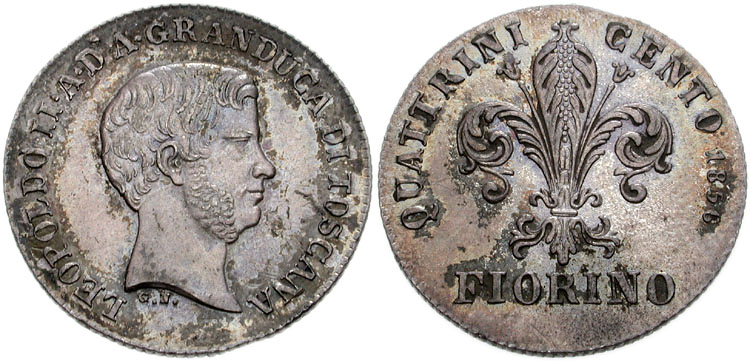
Fiorino del Granducato di Toscana (1856) di Leopoldo II (1824-1859)

- Filiberto: moneta d'oro da 3 scudi o 9 lire, coniata da Emanuele Filiberto di Savoia nel 1562. Al dritto il busto ed al rovescio un elefante tra sei pecore ed intorno INFESTVS INFESTIS. Furono battuti anche:
  - Triplo Filiberto: al dritto i busti di Emanuele Filiberto e della moglie, Margherita di Valois, uno di fronte all'altra. Al rovescio una serpe intrecciata con un fascio costituito da 5 frecce. La legenda recitava HERCULEO VICTA NODO.
  - Filiberto d'argento: moneta dal valore di mezza Lira, con gli stessi tipi del Filiberto d'oro.
- Filippo: scudo d'argento da 5 lire milanesi di Filippo II. Al diritto il busto del re ed al rovescio Sant'Ambrogio a cavallo. Furono emesse frazioni (Filippino) e multipli. Il nome rimase anche con i successori.
- Fiorino: pezzo d'oro da 3,54 g a 24 K emesso a Firenze per la prima volta nel gennaio del 1253. Fu emessa quasi contemporaneamente al Genovino e pochi anni prima del Ducato di Venezia.
La moneta fu imitata da molti stati in Italia, Francia, Inghilterra, Olanda.
La denominazione proseguì in periodo moderno e contemporaneo. Gli ultimi fiorini a Firenze furono emessi con il peso di 3,49 grammi di oro a 24 carati nel 1859.
  - Un Fiorino d'argento fu emesso a Firenze in età medievale. Prese poi il nome di Popolino. Fiorini d'argento furono battuti in Italia in Piemonte (XVI e XVII secolo), e di nuovo in Toscana con i Lorena.
- Francescone: nome di monete emesse dal granduca di Toscana Francesco Stefano (1737-1745) e poi dai suoi successori Pietro Leopoldo, Ferdinando III e Leopoldo II di Lorena. Erano anche dette Leopoldone e Leopoldina. La maggior parte dei conii reca la scritta Pisis, "a Pisa" in latino, anche se in realtà le monete furono battute a Firenze. Tra gli autori dei conii Niderest, Fabris, Pichler.
  - Francescone d'oro (Leopoldone) dal valore di 80 fiorini d'argento (1827 e 1828). Peso 32,65 g 24 K, ø 31 mm; al dritto Giglio di Firenze. Il francescone di Leopoldo II recava intorno la scritta: LEOPOLDVS II. D.G. P. I. A. P. R. H ET B.B.B. MAGN. DVX. ETR.; Al rovescio lo stemma ed intorno SVSCEPTOR NOSTER DEVS - KI 24 e data.
  - Francescone d'argento (Leopoldina) dal valore di quattro fiorini d'argento. (1830- 1859). Peso 27,50 g al 916/1000 e ø 41 mm. Al dritto il granduca ed al rovescio lo stemma. Le legende come della moneta d'oro. Furono emessi anche la moneta da mezza leopoldina e da un fiorino.

## G

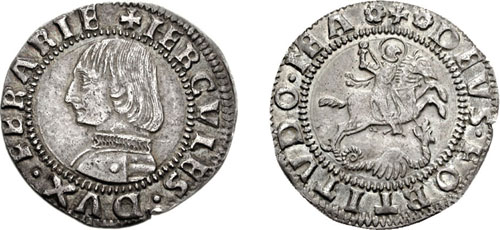
Giorgino o grossone d'argento del duca di Ferrara Ercole I d'Este

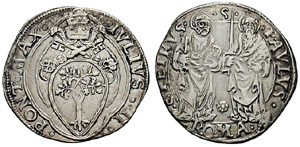
Giulio d'argento di Papa Giulio II della Rovere (1503-1513). Zecca di Roma

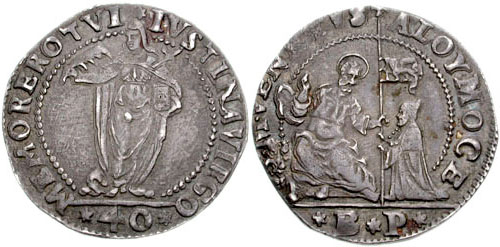
Giustina di Venezia (1572)

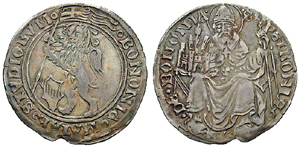
Grossone di Bologna (inizi Cinquecento)

- Gabella: moneta d'argento di Bologna, dal valore di 26 quattrini, coniata per la prima volta sotto papa Giulio III (1550 - 1555). Fu battuta anche una mezza-gabella da 13 quattrini. Detta così probabilmente perché di valori pari ad una gabella esistente.
- Gabellone: moneta d'argento di Bologna, dal valore di 26 bolognini, battuta sotto i papi Sisto V, Gregorio XIV ed Urbano VIII. Al diritto c'era lo stemma pontificio ed al rovescio un leone rampante con la bandiera e la scritta BONONIA DOCET. Furono emessi anche il mezzo gabellone e i 3 gabelloni.
- Gabellotto: altro nome del barile.
- Gazzetta: nome di una moneta veneziana di mistura da 2 soldi emessa a partire dal 1539. Al dritto c'era la giustizia seduta ed al rovescio il leone di San Marco. Fu battuto anche per le colonie veneziane come Creta, Candia, per le isole dello Ionio e per le colonie di Dalmazia.
- Genovina: era il nome della moneta d'oro da 100 lire battuta a Genova a partire dal 1758. Aveva frazioni da 50, 25 e 12,5 Lire. Fu battuta anche la genovina da 96 lire con le frazioni da 48, 24 e 12 lire.
- Giorgino: nome comune dato a diverse monete che raffigurano il S. Giorgio. Ad esempio un grossone d'argento coniato da Ercole I d'Este ed alcune monete di Genova: una d'argento del 1668 per il Levante ed una d'oro del 1718 a 24 K. La più famosa immagine su monete di San Giorgio è quella della sovrana inglese, disegnata nel 1817 da Benedetto Pistrucci.
- Giulio: nome preso nel 1504 dalla moneta pontificia da 2 grossi dal nome di papa Giulio II che l'aveva aumentato di peso e di intrinseco. Nel 1540 entrò in uso il nome Paolo. Un Giulio fu battuto da papa Pio VII nel 1817 (2,642 g AG, 917/1000). Valeva ancora 2 grossi ossia 10 baiocchi. Il nome di Paolo e Giulio era in uso a Roma anche quando le monete non erano più in circolazione.
- Giustina: moneta veneziana d'argento da 40 soldi. Fu fatta emettere dal doge Alvise I Mocenigo nel 1572 per il primo anniversario della vittoria di Lepanto, che era caduta il 7 ottobre, Santa Giustina. Al dritto mostrava il doge inginocchiato che riceve la bandiera da San Marco ed al rovescio l'immagine di Santa Giustina.
- Giustino: moneta coniata a Genova per il commercio con il Levante verso il 1665. Un'altra moneta con lo stesso nome era stata coniata verso il 1460 da Ferdinando I di Napoli.
- Grano (plurale grana): Inizialmente, sotto Federico II, era una frazione dell'Oncia d'oro pari ad 1/600 di oncia. 10 grana formavano un carlino, 20 un tarì e un grano valeva 12 cavalli (o 12 denari in Sicilia). La moneta fu emessa per la prima volta da Ferdinando I di Napoli. Fu battuta fino al 1860.
- Grossone: Nome dato in alcune città a grossi. La denominazione non indica monete con valori simili. Furono coniati in varie zecche coma Como, Venezia, Bologna, Roma, Firenze, Ferrara, Genova, Napoli, Milano, Siena. Il valore variava molto, in alcuni casi arrivava a valore di una lira. Furono emessi tra il 1300 e la seconda metà del Cinquecento.

## I
- Imperiale è il nome di diverse monete tra cui:
  - denaro emesso dall'imperatore del Sacro Romano Impero ed in seguito il nome di altre monete emesse sempre dagli imperatori o anche da altre zecche con gli stessi valori.
  - Moneta emessa a Milano da Federico Barbarossa (1155 - 1190), dal peso di circa 0,9 g e dal titolo leggermente superiore al 500/1000
  - moneta d'oro e d'argento fatte coniare nel 1530 da Carlo V a Bologna per la sua incoronazione. Al dritto l'imperatore ed al rovescio le colonne d'Ercole e la data.
  - moneta d'oro da 10 rubli coniata in Russia sotto la zarina Elisabetta nel 1755.
  - altro nome dell'Augustale.

## L

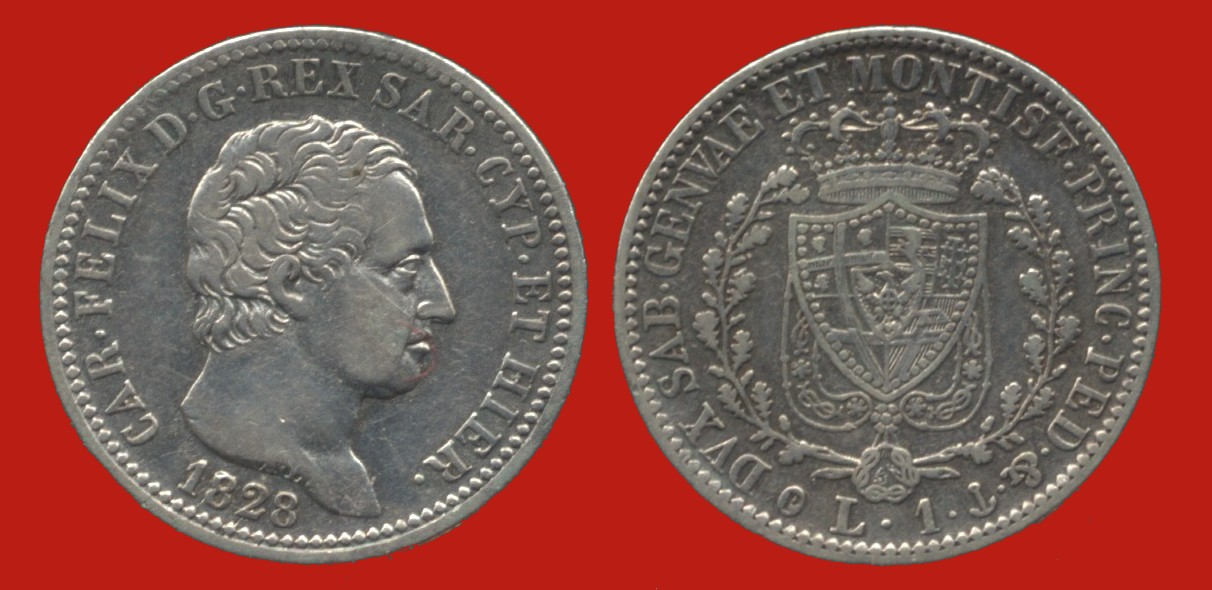
Lira di Carlo Felice

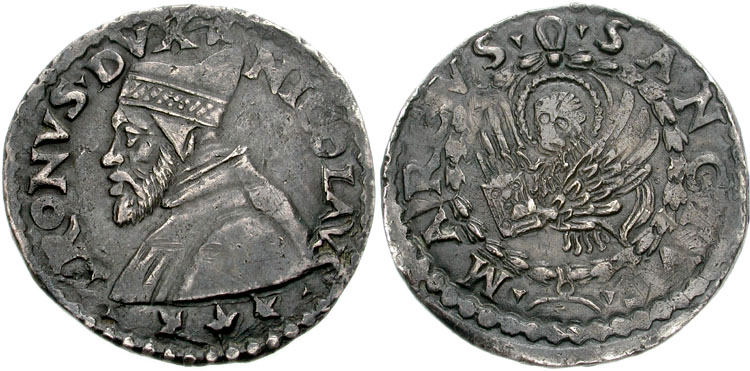
Lira Tron o Trono di Venezia (1472)

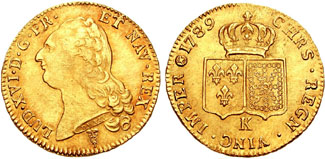
Doppio Luigi d'Oro di Luigi XVI (1789)

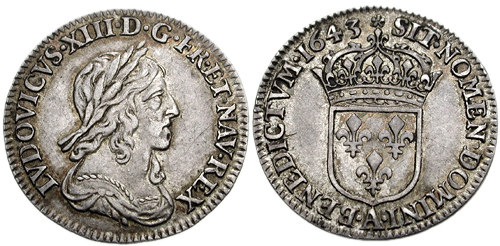
Luigino (Douzieme d'écu) di Luigi XIII

- Leopoldina e Leopoldone: altro nome del Francescone, moneta emessa dal granduca di Toscana Leopoldo II di Lorena.
- Ligurino: nome preso dal luigino a Genova, una moneta in mistura battuta nel 1669 per commerciare con il Levante.
- Lira: nel Medioevo era un'unità di conto pari a 240 denari o 20 soldi.
All'inizio dell'Evo moderno furono emesse monete con questo nome a Milano, Venezia, Genova, Pavia ecc.
A seguito delle guerre napoleoniche la lira divenne la valuta di molti stati italiani.
Nel 1861 prese questo nome la moneta nazionale, nome mantenuto fino al passaggio all'Euro.
Lo stesso nome ha in italiano la valuta della Gran Bretagna (Lira sterlina o Pound) ed anche le valute di diversi stati, la maggior parte nell'area del Mar Mediterraneo.
- Lucato: nome del fiorino battuto a Lucca.
- Luigi: moneta d'oro emessa per la prima volta nel 1640 in Francia da Luigi XIII, nel quadro della sua riforma monetaria. Con un peso di 6,75 g ed un diametro di 25 mm, valeva 10 lire.
Le monete di Luigi XIII presentavano al dritto l'immagine del re ed al rovescio una croce formata da 8 L addossate e coronate. Al centro l'indicazione della zecca.
Con Luigi XV al rovescio apparvero due stemmi, uno con i gigli di Francia e l'altro con la catena di Navarra. Lo stesso nome fu attribuito anche ad altre monete. Circolò anche in Italia.
Accanto alle monete d'oro anche dei luigi d'argento o écu, con gli stessi tipi.
- Luigino: traduzione del francese "petit Louis". Era il Douzieme d'écu, una moneta battuta per la prima volta nel 1640 in Francia da Luigi XIII, nel quadro della sua riforma monetaria. Valeva 5 soldi o 1/12 di scudo: al rovescio c'era lo stemma di Luigi XIII. Particolarmente apprezzata fu l'emissione feudale della duchessa della Dombes, la Grande Mademoiselle. Il luigino fu imitato da alcune zecche con leghe di qualità, come quelle di Genova, Livorno e Lucca. Fu anche contraffatto in area italiana da altre zecche, che emisero monete molto simili con minore quantità di argento; tra queste le zecche feudali di Tassarolo, Loano, Torriglia, Fosdinovo. Sia le monete originali che le imitazioni e perfino le contraffazioni furono molto apprezzate in Levante, dove erano usate a scopi ornamentali.

## M

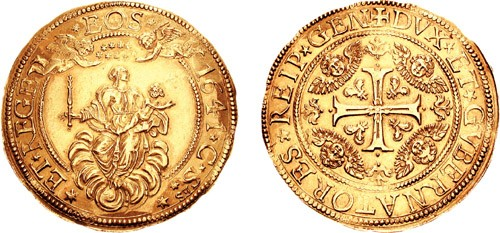
Madonnina di Genova (10 doppie 66.69 g)

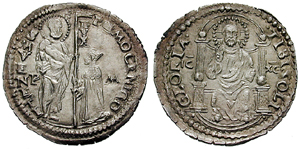
Marcello (1/2 lira) del doge Pietro Mocenigo (1474-1476)

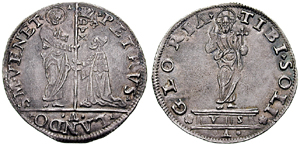
Mocenigo o Lira (1541) del doge Pietro Lando (1539-1545)

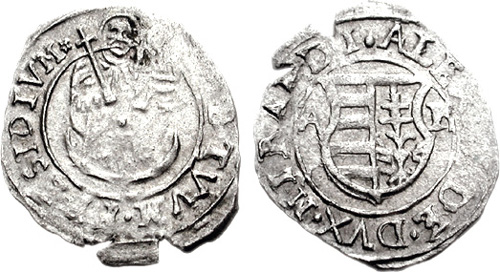
Muraiola di Mirandola (ca. 1602-1637)

- Madonnina: nome di moltissime monete italiane che presentano l'immagine della Madonna. Coniate per lo più tra il XVII e il XVIII secolo, un po' ovunque: Bologna, Casale, Mantova, Modena, Reggio Emilia. Prese in particolare questo nome la moneta di rame da 5 baiocchi di Pio VI emessa verso il 1796-99.
  - Madonnina di Genova: La repubblica di Genova dopo il 1638 sostituì al dritto il tradizionale castello che caratterizzava dal XII secolo le proprie monete, con l'effigie della Madonna. Il nome di Madonnina indicò in particolare le monete da una lira genovese.
- Marcello: moneta d'argento di Venezia emessa dal doge Nicolò Marcello (1473-74). Valeva 10 soldi cioè la metà della lira emessa nel 1471 dal suo predecessore, Nicolò Tron. Pesava 3,26 g ad un titolo di quasi 950/1000. I tipi erano quelli delle monete veneziane: il doge inginocchiato davanti a San Marco che gli consegna lo stendardo al dritto e Cristo seduto al rovescio. Lo stile della moneta prelude decisamente alle monete moderne. Mantenne il nome anche con i successori.
- Marengo (o Napoleone): una moneta d'oro del valore di 20 franchi coniata nel 1801 dalla Repubblica Subalpina per celebrare la vittoria di Napoleone Bonaparte contro gli austriaci il 14 giugno 1800 nella Battaglia di Marengo. La moneta fu battuta dall'Impero francese e dopo la caduta di Napoleone, dagli stati che adottarono la monetazione decimale francese.
- Mocenigo: nome della lira veneziana emessa da Pietro Mocenigo nel 1474/6. I tipi sono quelli classici: al dritto è rappresentato il doge inginocchiato che riceve lo stendardo da San Marco ed al rovescio il Cristo nimbato. Pesava circa 6,52 g ed era al titolo del 928/1000.
Mantenne il nome anche con i dogi successivi.
Ebbero lo stesso nome anche monete simili di Modena e Mantova, coniate nel XVI secolo.
- Muraiola (o anche muragliola, muraglia o moraglia): nome di monete di mistura di diverso valore coniate tra il XVI ed il XVIII secolo in varie zecche in particolare in Emilia. Le prime furono battute a Piacenza ed a Bologna nel 1534 con il valore di due bolognini. Tra le zecche minori: Correggio, Mirandola, Guastalla, Desana, Frinco e Castiglione delle Stiviere. Sembra che il nome venga dal loro colore scuro (moro). Muraiole da 2 e da 4 baiocchi furono battute anche a Roma.

## N
- Napoleone: sinonimo di Marengo.

## O
- Osella (da osel: uccello in dialetto veneziano): moneta o medaglia veneziana dal valore di 1/4 di ducato coniata annualmente dalla Serenissima. Il doge, per antica tradizione, nel dicembre di ogni anno, donava ai nobili del Maggior Consiglio 5 anatre selvatiche. Nel 1521 il consiglio, a causa delle guerre che impedivano la caccia, decretò che al posto degli uccelli venisse consegnata una moneta che fu perciò chiamata Osella.

## P

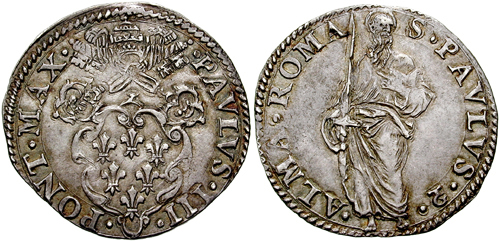
Paolo di Paolo III (ca. 1540)

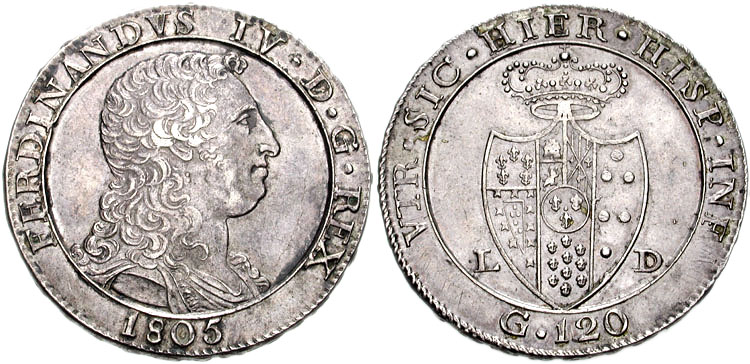
Piastra di Ferdinando IV di Napoli (1805)

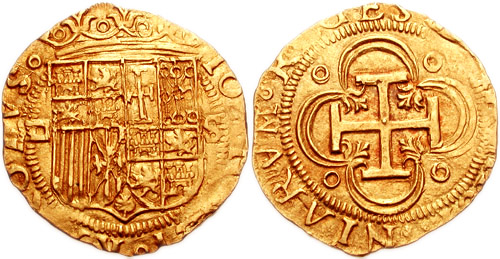
Escudo di Giovanna e Carlo V

- Paolo: (o giulio) è il nome dato al grosso papale quando Paolo III (1534-1549) ne fece aumentare il contenuto d'argento. Lo stesso nome presero monete di altri stati italiani. A Roma ancora nell'Ottocento era il nome popolare della moneta da 10 baiocchi.
- Papetto: nome popolare della moneta d'argento da due paoli (o 20 baiocchi) emessa da Benedetto XIV (1740 - 1758) fino a Pio IX. Aveva l'effigie del papa, da cui il nome.
- Parpagliola: moneta di mistura dei secoli XIV e XV, originaria della Provenza. Fu imitata a Milano dove valeva 2 soldi e sei denari. A Siena fu battuta nel XVI secolo e a Genova al principio del XVIII. A Milano fu tolta dalla circolazione nel 1777 ma fece di nuovo la sua comparsa nel 1808, con la moneta da 10 centesimi di Napoleone.
- Pezza o pezzo: nome generico indicante una moneta:
  - Pezza delle rose o solo pezza: altro nome della rosalina, una moneta per il Levante coniata nel 1665 da Ferdinando II de' Medici, granduca di Toscana.
- Pezzetta: piccola moneta del principato di Monaco fatta emettere da Onorato II Grimaldi nel 1648.
- Piastra: nome generico che indica una moneta d'oro o più spesso d'argento di grande modulo, spesso uno scudo.
  - A Bologna nel XVI secolo era una moneta del valore di un testone. In seguito indicava lo scudo d'argento.
Monete d'argento con questo nome furono battute nello Stato pontificio nel Seicento e Settecento.
Nel Regno delle due Sicilie questo nome fu dato alla moneta d'argento da 120 grana da circa 27 g emessa nel XVIII e XIX secolo.
- Pistola: era inizialmente il nome dato dai francesi allo scudo d'oro battuto a nome congiunto di Giovanna di Castiglia detta la pazza e da Carlo V.
In seguito questo nome fu usato per indicare genericamente gli scudi d'oro.

## Q

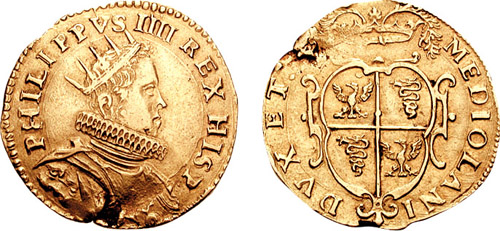
Quadrupla del duca di Milano Filippo IV di Spagna (1621-1665)

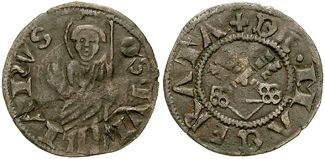
Quattrino papale di biglione emesso a Macerata (1447-1471)

- Quadrupla: moneta d'oro dal valore di quattro scudi d'oro, coniata per la prima volta a Roma in occasione della sede vacante del 1590. Fu coniata anche ad Avignone, Ferrara sotto Paolo V, a Bologna da Innocenzo X.
Fu battuta anche in Savoia, a Mantova, Genova, Milano, Napoli etc.
La quadrupla di Milano pesava circa 12.75 g.
- Quarantana (e quarantano): moneta d'argento dal valore di due lire o 40 Soldi, fatta coniare da Francesco I d'Este (1644-1658), duca di Modena e Reggio.
Quella battuta da Ranuccio II Farnese, duca di Parma e Piacenza (1646-1694) si chiamava quarantano.
Altre monete battute in altri stati con questo valore ebbero questi due nomi.
- Quattrino: moneta prima in mistura e poi in rame che valeva 4 denari.
Fu battuta fino al XIX secolo da quasi tutte le zecche italiane
  - quattrino del pettinino: soprannome della moneta da 1 centesimo del Regno d'Italia di Napoleone. Così detto perché al rovescio c'era la corona ferrea a cinque punte.

## R
- Reale: nome di moltissime monete sia d'argento che d'oro di varie dimensioni e valore emesse da moltissimi stati a partire dal Medioevo. In era moderna i reali d'argento battuti in Italia più noti sono:
  - Reale del Monferrato: Ferdinando Gonzaga (1613 -1626)
  - Reale di Genova (1666)
  - Reale di Massa: Alberico II Cybo-Malaspina (1662)
  - Reale di Sardegna: emesso dai Savoia per la Sardegna. L'ultimo fu battuto nel 1812, da Vittorio Emanuele I.
- Rolabasso: parola di origine tedesca (Rollbatzen) che indica le monete da due grossi, coniate verso la fine del XV secolo nelle zecche di Carmagnola, Casale Monferrato, Desana, Messerano, Montanaro ed in alcune zecche della Savoia. Il peso era tra i 2,2 ed i 3,2 grammi. Erano ancora in uso un secolo dopo.
- Rosalina (o rosalino): nome popolare della piastra d'argento battuta a Firenze nel 1665 con una rosa al rovescio e la scritta QUAESITA LIBURNI, in onore di Livorno. Aveva peso e valore uguale al Pezzo da otto spagnolo.
- Rosina: nome popolare del doppio fiorino d'oro battuto da Cosimo III de' Medici con indicazione della zecca di Livorno (LIBURNI) nel 1716. Valeva quattro rosalini.
- Roverino: nome popolare del fiorino battuto dai due papi della famiglia Della Rovere (Sisto IV e Giulio II). Recava lo stemma dei Della Rovere e la navicella di San Pietro che caratterizza i fiorini papali.
- Ruspone: moneta d'oro toscana del valore di tre zecchini o ruspi. Fu coniato per la prima volta da Cosimo III de' Medici nel 1719 a Firenze. Al diritto San Giovanni seduto ed a rovescio il giglio fiorito di Firenze.

## S

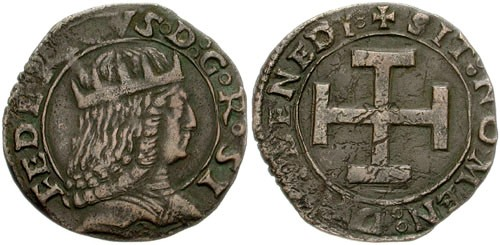
Sestino di Federico I di Napoli

- Sampietrino: è il nome di una moneta di rame coniata nel 1795 da Pio VI con valore di due baiocchi e mezzo, che aveva il ritratto di San Pietro (da cui il nome). Fu battuto nello Stato Pontificio in moltissime zecche. Il conio era dell'incisore Tommaso Mercandetti.
- Santa Croce: nome di alcune monete battute a Lucca. Nel 1564 fu fatta una coniazione da 15 bolognini, con il crocefisso dello Volto Santo e la scritta SALVATOR MVNDI. Nel 1575 il crocefisso fu sostituito da San Martino. Fu battuto nel 1625 con il valore di 25 bolognini e poi nel 1682, 1734 e 1742.
- Scudo (in francese écu, in spagnolo ed in portoghese escudo): nome di monete in oro o argento: furono chiamate così perché le prime recavano lo stemma nobiliare dell'autorità che le aveva emesse. Furono emessi scudi fino al XIX secolo.
- Sesino: moneta di rame della zecca di Mantova dal 1750 al 1757 sotto Maria Teresa, dal valore di mezzo soldo (cioè sei denari, da cui il nome). Una moneta con lo stesso nome era stata emessa anche a Piacenza da Maria Teresa e da Filippo di Borbone, Duca di Parma e Piacenza.
- Sestino: pezzo da due cavalli di Federico I di Napoli (1496 - 1503)
  - sestino: una moneta di rame battuta da Maria Teresa in Lombardia e nel Veneto da 1/6 di soldo.
- Soldo (da solido): al tempo di Carlo Magno era una moneta di conto, pari a 12 denari, o 1/20 di lira. Monete con questo nome furono emesse dalla fine del XII secolo. Gli ultimi soldi erano le monete da 5 centesimi. Questa terminologia era ancora in uso in Italia nella seconda metà del Novecento.
- Sovrana (ingl. sovereign): nome di una moneta inglese d'oro emessa nel 1489 dal valore di 20 scellini al titolo di 994,8 /1000 e con un peso di 15,55 g. Con lo stesso nome è battuta la moneta comunemente indicata in Italia col nome di sterlina d'oro. Fu imitata in altri paesi.
  - Sovrana nuova (o sovrano): moneta d'oro coniata in Lombardia dal 1826 fino al 1856, dal peso di 11,33 g.
- Spadino: nome dato comunemente allo scudo d'argento emesso nel 1630 da Carlo Emanuele I di Savoia. Al diritto c'era il busto del duca e al rovescio un braccio armato di una spada volta in alto.

## T

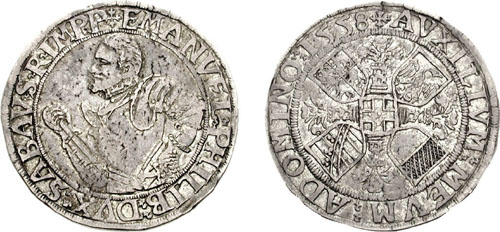
Tallero dei Savoia (1558)

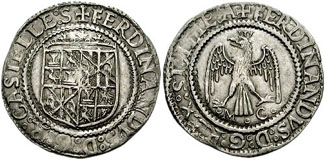
Tarì d'argento di Ferdinando il Cattolico (1479-1516). Zecca di Messina

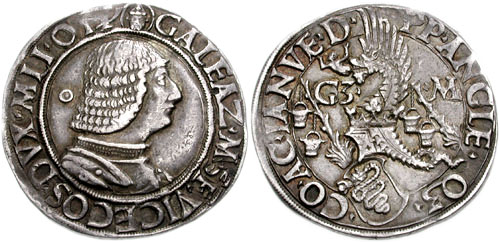
Testone di Milano (1470)

- Tallero (tedesco Thaler): è il nome di una moneta d'argento dal peso di circa 25 g. Il nome è un'abbreviazione di Joachimsthaler (valle di San Gioacchino), dalle miniere Boeme che si trovavano in quella regione. È stato coniato ovunque in Europa fino al XX secolo.
Tra i primi talleri battuti in Italia ci sono quello di Savoia (1556) ad Aosta, il genovese (1576), quello di Modena (1598).
Una moneta con questo nome è stato coniata anche da Umberto I per l'Eritrea nel 1891 e nel 1896.
Particolarmente diffuso fu il Tallero di Maria Teresa, battuto a nome dell'imperatrice austriaca anche dopo la sua morte.
- Tarì (anche tareno, tirrenus): era il nome di moneta d'oro di origine araba.
Fu coniata in Sicilia prima dagli arabi e poi dai Normanni.
Divenne una moneta d'argento nel 1500.
I Borbone di Napoli emisero monete con questa denominazione fino al 1810 per la Sicilia e fino al 1860 per Napoli.
- Testone: nome di monete d'argento di modulo grande dal valore di 1/4 di scudo. I primi testoni cominciarono a circolare in Italia intorno al 1474.
Secondo molti studiosi l'apparizione dei testoni è uno degli eventi che segnano il passaggio dalla monetazione medievale a quella moderna.

## Z

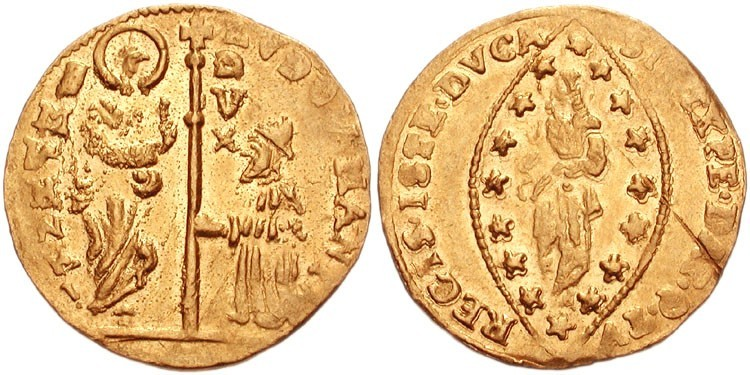
Zecchino di Ludovico Manin, ultimo doge di Venezia

- Zenobino: soprannome di uno zecchino emesso nel 1805 a Firenze per il commercio con il Levante. Imitava il ducato di Venezia, con San Zanobi inginocchiato davanti a Cristo e san Giovanni Battista dentro la mandorla.
- Zecchino: nome preso dal ducato di Venezia sotto il doge Pietro Lando (1539-1545). Fu battuto fino alla fine della repubblica sempre con gli stessi tipi.